# Sea Technology
Sea Technology ist eine englischsprachige, monatlich erscheinende, Fachzeitschrift für maritime Wissenschaft, Ingenieurwesen und vieles mehr.

## Allgemeines
Die Zeitschrift wird laut Compass Publications Inc. für Manager in leitenden Positionen maritim assoziierter Firmen, Wissenschaftler, Ingenieure und technischem Personal in Industrie, Regierung und Bildung herausgegeben. Sie wird in mehr als 100 verschiedenen Ländern gelesen.
Sie umfasst Bereiche wie Ozeanographie, Unterwasserverteidigung, Anti-U-Boot Kriegsführung, maritime Wissenschaft, Unterwasserexploration, Tauchen, maritimes Bauwesen, Bohren und Bergbau.
Sea Technology sei die einzige, monatlich erscheinende Fachzeitschrift, welche so breitbandig über dieses Multimilliarden-Dollar-Thema berichtet. Der Verlag wirbt damit, dass die Zeitschrift den größten Leserkreis weltweit besitze, verglichen mit anderen Zeitschriften in dem Gebiet.

## Geschichte
1960 gegründet, konnte sich die Zeitschrift in dem Fachgebiet über 46 Jahre etablieren. Im Jahre 2004 wurde Sea Technology von der BPA (Business Publication Audits) zertifiziert.

## Weiteres
Sea Technology hat mehrere Auszeichnungen der Industrie gestiftet und unterstützt diese heute noch finanziell:
- den bedeutenden Compass Distinguished Achievement Award, eingeführt 1966 – eine Auszeichnung für einzelne Personen, welche herausragende Leistungen im Bereich der maritimen Wissenschaft und Technologie gebracht haben.
- den Compass Industrial Award, eingeführt 1966 – eine jährlich ausgegebene Auszeichnung für US-Firmen, welche einen signifikanten und bedeutenden Beitrag im Bereich der Ozeanographie oder maritimer Technik geleistet haben. Der Compass International Award, eingeführt 1980, stellt die gleiche Auszeichnung, internationale Firmen, welche außerhalb der USA ihren Firmensitz haben, dar.
- den Safety in Seas Award, eingeführt 1978 – eine jährlich ausgegebene Auszeichnung der NOIA, welche hervorragende Leistungen anerkennt, die zur Sicherheit des Hochseelebens beigetragen haben.